# Fengchuang xiaodu
Das Fengchuang xiaodu (枫窗小牍 /  楓窗小牘 „Kleine Dokumente aus dem Ahornfenster“), auch 楓窻小牘 geschrieben, sind Pinselnotizen (biji), die von den Gelehrten Yuan Jiong 袁絅 und Yuan Yi 袁頤 aus der Zeit der Song-Dynastie (960–1279) verfasst wurden (letzterer ergänzte sie wahrscheinlich). Da es keine historischen Aufzeichnungen gibt, sind die Geburts- und Todesdaten der beiden Männer und ihre Biografien nicht bekannt. Das 2 juan umfassende Buch enthält viele Geschichten über die Hauptstadt Bianjing 汴京 (das moderne Kaifeng 開封, Henan) der Zeit der Nördlichen Song-Dynastie (960–1126), mit einer Beschreibung ihrer Tempel und Schreine, der Stadtmauer, der Kanäle und der Einwohner. Die Informationen im Fengchuang xiaodu sind recht zuverlässig und können als Quelle für die Geschichte der Sozial- und Stadtgeschichte der Song-Zeit dienen. Dennoch wurde es von den Verfassern des Gesamtkatalogs des Siku Quanshu (Siku quanshu zongmu 四库全书总目) als Erzählwerk (xiaoshuo 小說) eingestuft. Der Text findet sich neben der Ausgabe des Siku quanshu 四库全书 in den Reihen Baoyantang miji 寶顏堂秘笈 / 宝颜堂秘笈, Tang-Song congshu 唐宋叢書/唐宋丛书, Shuofu 說郛/说郛, Gujin shuobu congshu 古今說部叢書/古今说部丛书, Shuoku 說庫/说库, Congshu jicheng chubian 叢書集成初編/丛书集成初编 und Baihai 稗海. In letzterem wird als Autor (Song) Baisui Yuweng 百歲寓翁/百岁寓翁 genannt.
In der Bibliographie des Hanyu da zidian wird das Fengchuang xiaodu in der Ausgabe des Baoyantang miji 宝颜堂秘笈 herangezogen.